# Самурский округ
Самурский округ — административная единица в составе Каспийской области, Дербентской губернии, Дагестанской области и Дагестанской АССР, существовавшая в 1839—1928 годах. Административный центр округа — Ахты.

## История
Самурский округ был образован в 1839 году. С 1840 года — в составе Кубинского уезда Каспийской области, с 1846 — в Дербентской губернии, с 1860 — в Дагестанской области. В 1921 году вошёл в состав Дагестанской АССР.
В 1850 г. в Докузпаринском наибстве было 10 селений, причем жители восьми из них отправлялись на отхожий промысел в Нухинский уезд. Одна треть жителей Балуджи, половина населения Ялджуха, 24 двора Джиг-Джига и 74 двора Ихира,— пишет профессор Хидир Рамазанов,— из-за недостатка земли переселились в Азербайджан и основали там новые селения. В 1886 г. в Докузпаринском наибстве было 17 селений.
В 1915 году в округе насчитывалось пять светских школ: две в Ахтах, по одной в сёлах Хрюг, Рутул, Филя. Последний начальник округа, ставленник правительства Горской республики, полковник Гусейнов был свергнут подпольной окружной парторганизацией под руководством революционера Алимирзы Османова.
В ноябре 1928 года в Дагестанской АССР было введено кантонное деление и все округа были упразднены.

## Население
По данным переписи 1897 года в округе проживало 35,6 тыс. человек, из которых ок. 34 тыс. (около 96 %) говорило на «кюринском языке» (лезгинском, рутульском и цахурском). В селе Ахты проживало 3190 человек.
На 1898 год социальный состав Самурского округа представлен так: дворян, беков и чанков — 200 чел.; духовенства — 147, городских сословий — 1, сельских сословий — 62 859, военных — 190. По вероисповеданию: православных — 120, раскольников разных сект — 3, армян-григорян — 4, римско-католиков — 42, протестантов — 3; мусульман: суннитов — 60 581, шиитов — 2 642; иудеев — 2. Всего 63 397
Население Самурского округа характеризовалось высокой долей отходников. Так, округ давал наибольшее количество отходников по сравнению с остальными округами Дагестанской области. Одной из главных причин отходничества являлась нехватка пахотных земель.
В Самурском округе было 4 кази: в Рутуле, Ахтах, Хнове, Шиназе.

## Административное деление
Округ делился на 4 наибства: Ахтыпаринское (с. Ахты), Докузпаринское (с. Мискинджа), Рутульское (с. Рутул) и Ихрекское (с. Ихрек). Ихрекское наибство впоследствии было упразднено, и вся его территория была включена в Рутульское наибство. Докузпаринское наибство по данным камерального описания 1865 года являлось самым многочисленным наибством Дагестанской области.
В 1899 году наибства были преобразованы в участки. Участки подразделялись на сельские общества.
В 1895 году в округе было 3 наибства: Ахтыпаринское (центр — с. Ахты), Докузпаринское (центр — с. Мискинджа), Лучекское (центр — с. Лучек).
К 1926 году округ делился на 3 участка: Ахтыпаринский (центр — с. Ахты), Докус-Паринский (центр — с. Усух-Чай) и Лучекский (центр — с. Лучек).

## Экономика
Основой экономики округа было животноводство, в том числе отгонное. Община села Мискинджа отгоняла скот на зиму в Кубинскую и Дербентскую зоны, жители алтыпаринских селений (по ущелью Чехичая) — в Шекинскую, Кубинскую зоны и Табасаран, а ахтынцы отгоняли скот в Дербентскую, Шекинскую зоны и Табасаран. Перегоняли на зимовку в основном мелкий рогатый скот и лошадей, а крупный рогатый скот (быки, коровы, телята) оставался на зиму в селении в основном на стойловом содержании, то есть выпас иногда в хорошую погоду в поле сочетался с кормлением сеном. В 1897 году число домашнего скота в Самурском округе составляло: лошадей — 5602, ослов — 2650, мулов — 157, быков и коров — 11 416, буйволов и буйволиц — 148, овец — 308 393, коз — 37 245 голов, а всего —365 611 голов.

## География
Самурский округ располагался в высокогорной части Дагестанской области.
На северо-западе Самурский округ граничил с Гунибским округом, на северо-востоке — с Казыкумухским и Кюринским, на востоке — с Кубинским уездом Бакинской губернии, на юго-западе — с Нухинским уездом и Закатальским округом Елисаветпольской губернии.
Крупнейшие реки: Самур, Кара-Самур, Ахтычай, Курдул, Усухчай, Дюльтычай.
Горные хребты: Главный Кавказский, Самурский, Хултайдаг, Дюльтыдаг, Гельмец-Ахтынский, Шалбуздагский.
Горные вершины: Базардюзю, Шалбуздаг, Деавгай, Гутон, Чолохсу, Малкамуд и др.

## Начальники округа
|    | Начальник округа                          | Период управления              |
| -- | ----------------------------------------- | ------------------------------ |
| 1  | Полковник Федор Филиппович Рот            | 1839 — 1849                    |
| 2  | Полковник Шульц Мориц Христианович        | 12 февраля 1849 — 1850         |
| 3  | Подполковник Юзбашев Артемий Соломонович  | 12 октября 1873 — 3 марта 1878 |
| 4  | Подполковник Виктор Виссарионович Комаров | 1879 - 1885                    |
| 5  | Полковник Адриан Васильевич Куцевалов     | 1886 - 1890                    |
| 6  | Подполковник Григорий Львович Иванов      | 1890 год                       |
| 7  | Подполковник Хрисанф Павлович Орлов       | 1891-1894                      |
| 8  | Капитан Николай Николаевич Шосте          | 1895-1898                      |
| 9  | Капитан Борис Николаевич Брусилов         | 1898 - 1906                    |
| 10 | Михаил Кузьмич Мулин                      | ...1915...                     |
| 11 | Полковник Гусейнов                        | XX в.                          |